# Grumman X-29
Grumman X-29 – eksperymentalny samolot amerykański będący platformą testową dla nowych technologii i rozwiązań, takich jak sterowanie w układzie kaczki czy ujemny skos skrzydeł. Zamierzona niestabilność samolotu wymagała zastosowania nowoczesnego skomputeryzowanego sterowania elektrycznego powierzchniami sterowymi (fly by wire), oraz zastosowania do konstrukcji skrzydeł materiałów kompozytowych bardzo wytrzymałych i jednocześnie lekkich.

## Historia rozwoju
Od czasu zakończenia II wojny światowej i zbadania niemieckiego eksperymentalnego bombowca Junkers Ju 287 wyposażonego w skrzydła o odwrotnym (ujemnym) skosie znano zalety tego rozwiązania. Samolot ze skrzydłem o ujemnym skosie charakteryzował się mniejszymi oporami, lepszą zwrotnością, niższą prędkością przeciągnięcia i doskonalszymi własnościami podczas lotu z niskimi prędkościami, oraz niewrażliwością na wpadanie w korkociąg.
Pierwsze próby zbudowania nowoczesnego samolotu ze skrzydłami o ujemnym skosie (FSW – Forward Swept Wing) kończyły się niepowodzeniem ze względu na brak odpowiednio lekkich i jednocześnie sztywnych materiałów, mogących rozwiązać problem skręcania się skrzydeł po poddaniu ich obciążeniu dynamicznemu, takiemu jak podczas lotu, zwłaszcza z dużymi prędkościami.
Po latach badań ogłoszono przetarg na budowę dwóch egzemplarzy eksperymentalnego samolotu typu FSW, będącego demonstratorem i platformą badawczą dla nowych technologii. Wykonanie maszyn polecono w 1981 roku firmie Grumman Aerospace Corporation. Kierownictwo projektu powierzono Siłom Powietrznym Stanów Zjednoczonych, a finansowanie agencji DARPA (Defense Advanced Research Projects Agency), Siłom Powietrznym Stanów Zjednoczonych i NASA.

W celu obniżenia kosztów projektu do konstrukcji obu maszyn zastosowano części produkowanych ówcześnie samolotów różnych producentów. Przednia część kadłuba wraz z podwoziem przednim została zapożyczona z samolotu F-5 Freedom Fighter, silnik od F/A-18 Hornet, a podwozie główne od F-16 Fighting Falcon. Samolot został zaprojektowany w układzie canarda (układ kaczki), czyli ze statecznikami poziomymi przed skrzydłami. Struktura samolotu i skrzydeł została wykonana z materiałów kompozytowych, a sterowanie odbywało się przy pomocy systemów komputerowych i technologii fly by wire. Takie połączenie nowatorskich technologii miało na celu zbadanie, jak powyższe rozwiązania będą się zachowywać razem, zanim zostaną zastosowane w przyszłych konstrukcjach lotniczych.
Pierwszy samolot oznaczony jako X-29A oblatano 14 grudnia 1984 roku.

Samolot charakteryzował się doskonałymi osiągami i zdolnościami manewrowymi przy bardzo dużych kątach natarcia dochodzących do 67 stopni. Ponadto ze względu na zmniejszenie oporów aerodynamicznych konstrukcji zużywał on relatywnie mało paliwa. Rok później, 13 grudnia 1985 roku X-29A stał się pierwszym samolotem z ujemnym skosem skrzydeł, który przekroczył barierę dźwięku.
Nowatorska konstrukcja samolotu czyniła go z natury niestabilnym do tego stopnia, że jego lot musiał być korygowany nawet do 40 razy na sekundę przez skomputeryzowane systemy kontroli lotu. System kontroli lotu składał się z trzech równolegle pracujących komputerów cyfrowych i trzech dodatkowych, również pracujących równolegle, komputerów analogowych. Zastosowanie tak skomplikowanego systemu komputerowego miało na celu zminimalizowanie prawdopodobieństwa awarii systemów elektronicznych, gdyż przy niezdolności samolotu do lotu bez wspomagania elektroniką awaria komputera równała się katastrofie. Po zakończeniu testów i wykonaniu 422 lotów badawczych pod koniec 1994 roku pierwszy X-29A został przekazany do Muzeum Sił Powietrznych Stanów Zjednoczonych w bazie lotniczej Wright-Patterson koło Dayton w stanie Ohio.
Drugi samolot oblatany 23 maja 1989 roku latał jako platforma testowa do końca lat 90. XX wieku. Obecnie jest on eksponatem w National Air and Space Museum w Waszyngtonie.